# Huanggang

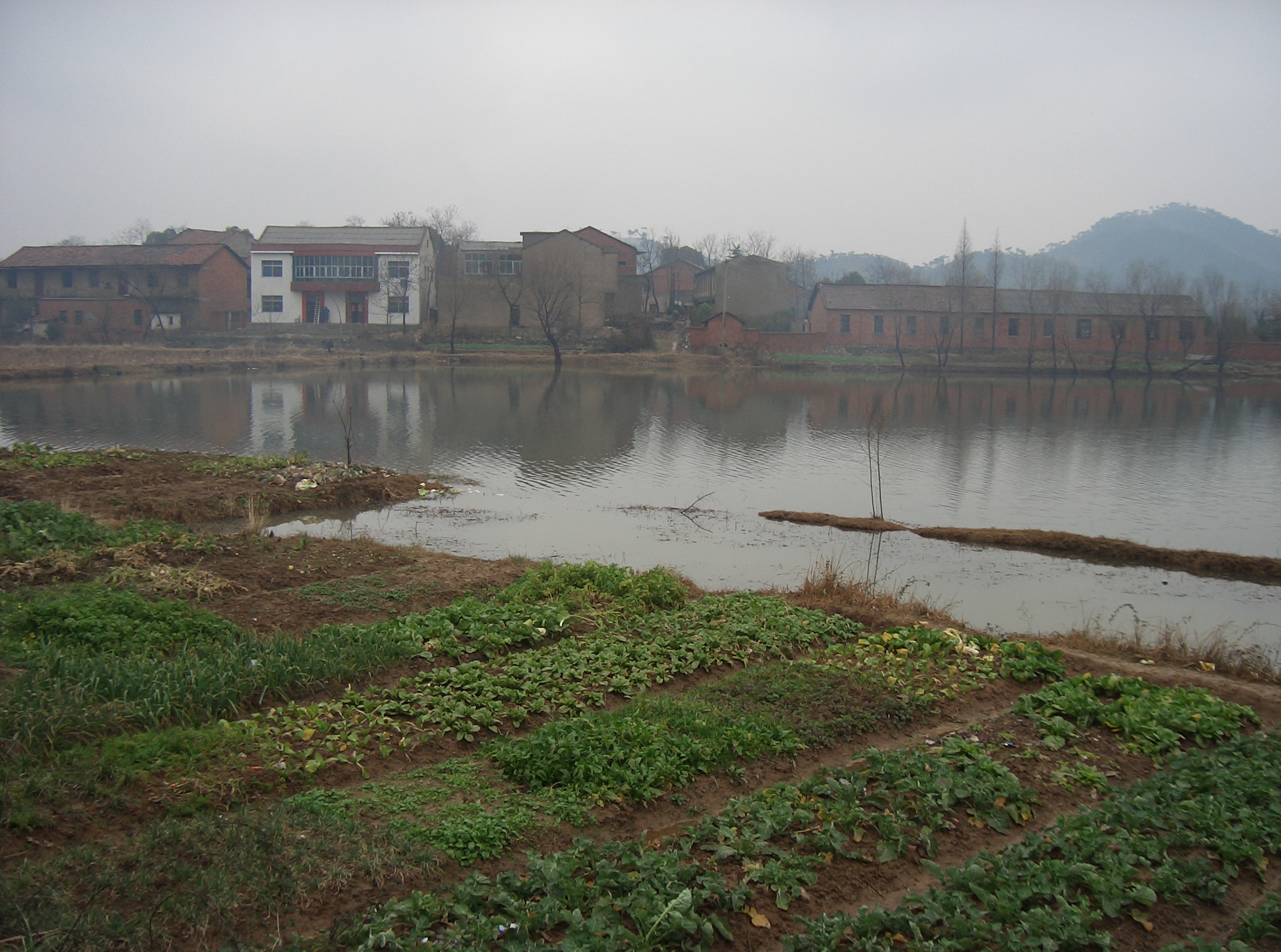
Paysage du district de Qichun.

Huanggang (chinois : 黃冈市 ; pinyin : huánggāng shì) est une ville-préfecture de l'est de la province du Hubei en Chine.

## Subdivisions administratives
La ville-préfecture de Huanggang exerce sa juridiction sur dix subdivisions - un district, deux villes-districts et sept xian :
- le district de Huangzhou - 黄州区 Huángzhōu Qū ;
- la ville de Macheng - 麻城市 Máchéng Shì ;
- la ville de Wuxue - 武穴市 Wǔxué Shì ;
- le xian de Hong'an - 红安县 Hóng'ān Xiàn ;
- le xian de Luotian - 罗田县 Luótián Xiàn ;
- le xian de Yingshan - 英山县 Yīngshān Xiàn ;
- le xian de Xishui - 浠水县 Xīshuǐ Xiàn ;
- le xian de Qichun - 蕲春县 Qíchūn Xiàn ;
- le xian de Huangmei - 黄梅县 Huángméi Xiàn ;
- le xian de Tuanfeng - 团风县 Tuánfēng Xiàn.

## Personnalités
- Bi Sheng (毕昇), inventeur des caractères mobiles d'imprimerie ;
- Cheng Hao (程顥), fondateur du néo-confucianisme, philosophe et politicien de la dynastie Song ;
- Dong Biwu (董必武), président de la République populaire de Chine par intérim, entre 1968 et 1975 ;
- Xu Shouhui (zh) (chinois : 徐寿辉), général de la Révolte des Turbans rouges, qui repris le Hubei, le Hunan et le Jiangxi aux Mongols à la fin de la dynastie Yuan ;

## Monuments

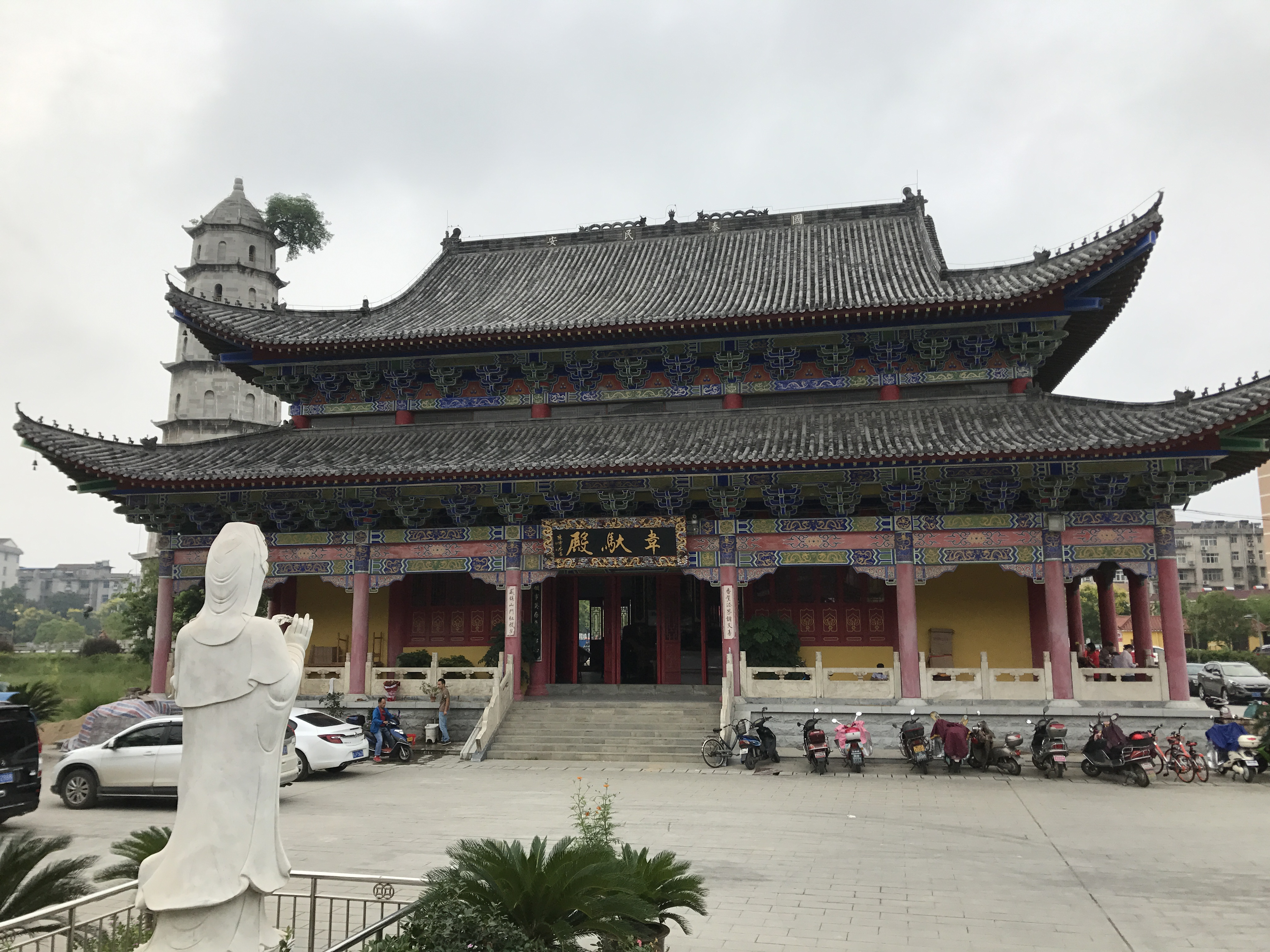
Halle de Weituo et sa tour
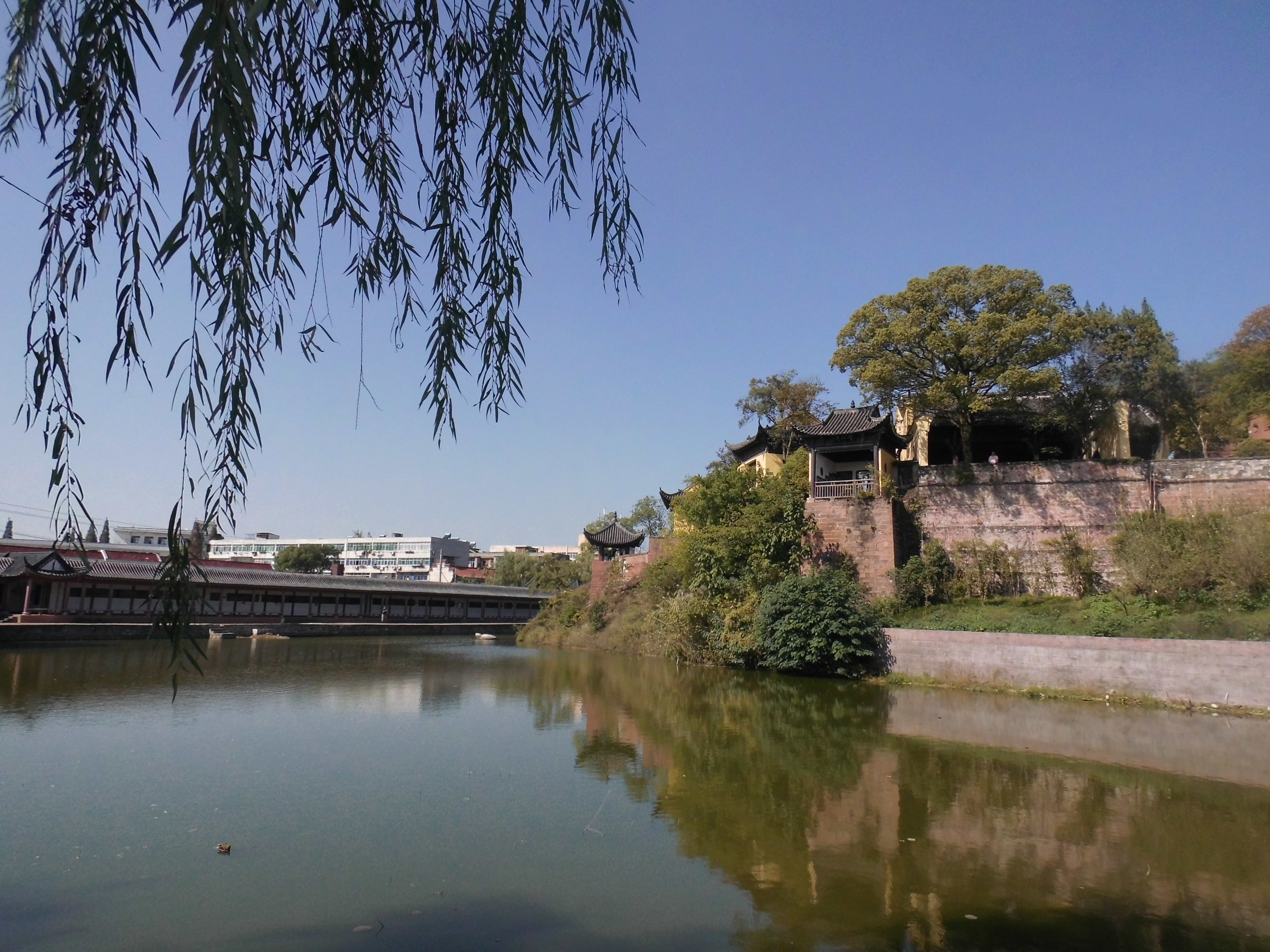
Bâtiments sur la falaise rouge (Dongpo chibi)
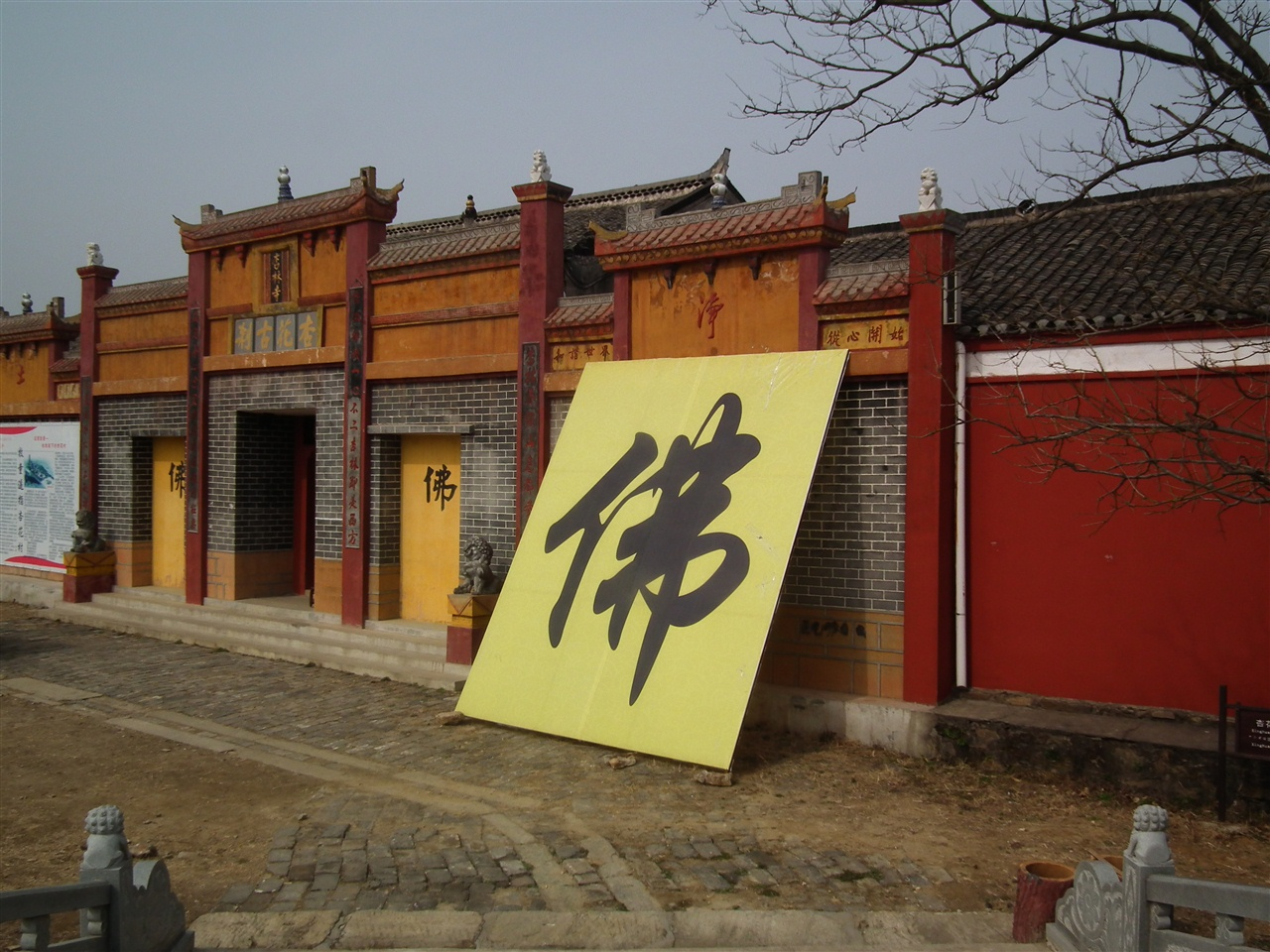
Ancien temple de fleur d'abricot (杏花古刹)